# Dicranomyia (Dicranomyia) lutea
Dicranomyia (Dicranomyia) lutea is een tweevleugelige uit de familie steltmuggen (Limoniidae). De soort komt voor in het Palearctisch gebied.